# Нова Шипка
Нова Шипка е село в Североизточна България. То се намира в община Долни чифлик, област Варна. Старото му име е Кесар.

## География
Селото е разположено с Камчийската долина, на 2 км северно от р. Камчия. То е гара на жп линията Синдел-Карнобат, през която минава паневропейски транспортен коридор 8.

## История
Селището е било заселено с черкези, приблизително през 1862 г., по силата на договорка между Османската империя и Русия, след Кавказката война. Тогава компактни маси черкези се заселват в провинциите на Османската империя, като най-значителен е броят им в България.
След Освобождението (1878 г.) черкезкото население на село Кесар било изселено по международна спогодба и мерата била предоставена на български преселници от с. Кавакли, Лозенградско и изгореното през Руско-турската война (1877 – 1878 г.) село Шипка, Казанлъшко. Те нарекли новото село Нова Шипка (1879 г.).

## Население
Численост на населението според преброяванията през годините:
| \| Година на преброяване \| Численост \| \| --------------------- \| --------- \| \| 1934 \| 574 \| \| 1946 \| 777 \| \| 1956 \| 725 \| \| 1965 \| 649 \| \| 1975 \| 592 \| \| 1985 \| 464 \| \| 1992 \| 413 \| \| 2001 \| 362 \| \| 2011 \| 258 \| \| 2021 \| 187 \| |           |
| Година на преброяване | Численост |
| 1934 | 574       |
| 1946 | 777       |
| 1956 | 725       |
| 1965 | 649       |
| 1975 | 592       |
| 1985 | 464       |
| 1992 | 413       |
| 2001 | 362       |
| 2011 | 258       |
| 2021 | 187       |

### Етнически състав

#### Преброяване на населението през 2011 г.
Численост и дял на етническите групи според преброяването на населението през 2011 г.:
|                     | Численост | Дял (в %) |
| Общо                | 258       | 100.00    |
| Българи             | 216       | 83.72     |
| Турци               | 7         | 2.71      |
| Цигани              | 17        | 6.58      |
| Други               | –         | –         |
| Не се самоопределят | –         | –         |
| Неотговорили        | 18        | 6.97      |

## Религии
Източно православно християнство. Атеисти.

## Културни и природни забележителности
Село Нова Шипка е на 60 км от гр. Варна, на 25 от морето, на 12 км от язовир Цонево, на 8 км от държавното ловно стопанство „Шерба“, на 3 км от р. Камчия.
Чука Кайнак – в близост до самото село. Легендата разказва за наличието на златно съкровище, заровено от обитаващите тези земи. В селото има построен параклис на мястото на старата църквичка, който също се казва като нея Св. св. Кирил и Методий.

## Редовни събития
В селото всяка година се организира сбор на 24 май.